# 旧都築半平邸

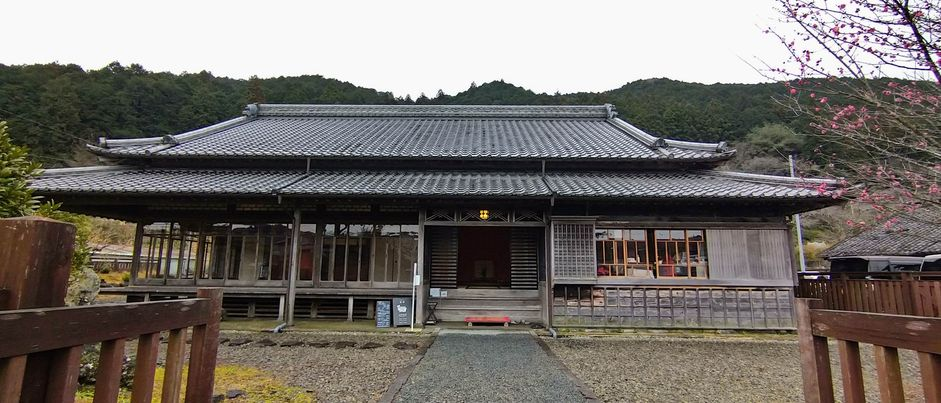
旧都築家別邸

旧都築半平邸(きゅうつつきはんべいてい)は、高知県高岡郡四万十町にある古民家である。
岩本寺から四万十町役場跡地を挟んで東隣に位置し、16台の駐車場スペースがある。

## 概要
1822年（文政5年）土佐藩はこの地方の開発のため、身分や職業の制限を撤回して開墾者を募集した。それに芸西村和食の都築家の次男の半平が窪川に移住して新田開発に取り組んだ。その後、半平は酒造業や水産業などの実業家として成功を収め、1912年（明治45年）64歳で没した。
1901年（明治34年）、その実業家・都築半平の別邸として、四万十最良の建築資材を使った豪壮な構えで建築され、杉丸太の軒桁や水切り瓦付き土佐漆喰仕上げなど土佐の伝統的技術を駆使した様式が各所に見られる江戸の建築技術と当時の歴史を伝える貴重な建築物である。1942年（昭和17年）に国の統制令により子孫が造り酒屋を受け継いでいたが廃業を余儀なくされ、戦後「半平旅館」として使用された。現在は「古民家カフェ 半平」として使用されている。
この建造物は、家屋敷ともに2008年（平成20年）に四万十町へ寄贈されたものを四万十町が文化財的手法で同年に修復した。なお、旧都築邸および敷地寄付の功績を称えた記念碑が2010年（平成22年）2月に敷地内に建てられている。

## 交通案内
鉄道
- 四国旅客鉄道（JR四国） 土讃線 - 窪川駅下車 (0.6km)

バス
- 高知西南交通・近鉄バス （しまんとブルーライナー号） 窪川駅前下車 (0.6km)

道路
- 一般道：国道381号線 四万十町役場入り口 (0.1km)